# Crypsiprora ophiodesma
Crypsiprora ophiodesma är en fjärilsart som beskrevs av Edward Meyrick 1902. Crypsiprora ophiodesma ingår i släktet Crypsiprora och familjen nattflyn. Inga underarter finns listade i Catalogue of Life.